# La buona terra (romanzo)
La buona terra (The Good Earth) è un romanzo del 1931 di Pearl S. Buck ambientato in Cina dove l'autrice visse dall'infanzia fino al 1934 per via dell'attività missionaria dei suoi genitori appartenenti alla chiesa presbiteriana.

## Trama
Il romanzo descrive alcuni aspetti anche primitivi della vita cinese tramite un forte senso di umanità e una grande energia descrittiva. La trama è intrecciata fra il duro lavoro dei campi, il racconto del matrimonio dei contadini, i drammi della siccità e della carestia. Su tutti questi temi si impone il lavoro dell'uomo, l'amore e l'angoscia della donna e l'amore per la terra che supera ogni lusinga e tentazione, dato che è tipicamente femminile, di fecondità e di conservazione della specie.

## Al cinema
Dal romanzo è stata tratta una versione cinematografica omonima diretta nel 1937 da Sidney Franklin.

## Riconoscimenti
L'opera valse alla scrittrice il Premio Pulitzer per il romanzo del 1932 e la medaglia di riconoscimento dall'Accademia americana delle arti e delle lettere.

## Edizioni italiane
- La buona terra: romanzo, trad. di Andrea Damiano, Collana Medusa n.9, Milano, Arnoldo Mondadori Editore, Milano, 1933-1949; Collana I libri del pavone n.33, Mondadori, 1954; Collana Oscar n.58 (poi Oscar n.320, Oscar Narrativa n.5836), Mondadori, 1966; Collana Biblioteca, Mondadori, 1975; Novara, Mondadori-De Agostini, 1986; Collana Oscar Classici moderni n.112, Mondadori, 1995, ISBN 978-88-04-40403-3; in allegato a Famiglia cristiana, Cinisello Balsamo, 1998; Collana Oscar moderni n.109, Mondadori, 2017, ISBN 978-88-04-67942-4.
- La terra cinese: trilogia, trad. di Andrea Damiano, A. Mondadori, Milano 1961 (contiene: La buona terra, Figli, La famiglia dispersa)
- Pearl S. Buck, Introduzione di Maria Luisa Astaldi, Scrittori del mondo: i Nobel, UTET, Torino 1978 (contiene: La buona terra, Stirpe di drago)
- La buona terra, lettrice: Maria Grazia Ogris, Centro internazionale del libro parlato, Feltre, 2004.
- La buona terra, traduzione di Margherita Carbonaro, Collana Oscar Moderni. Cult, Milano, Mondadori, 2021, ISBN 978-88-047-3512-0.

## Sezione note
1. ↑  (EN) La buona terra, su imdb.com. URL consultato il 21 settembre 2021.
2. ↑  (EN) 1932 Pulitzer Prizes, su pulitzer.org. URL consultato il 21 settembre 2021.